# Morgonlandet
Morgonlandet eller Morgonland är en liten ö i Skärgårdshavet i Finland. Namnet torde komma från dialektordet moring som betyder ungsäl (vikare). Ön tillhör Kimitoöns kommun i Egentliga Finland och ligger i Hitis mellan Hangö och Bengtskär.
Ön har aldrig haft fast bosättning, men fiskare från Hitis har upprätthållit en fångststuga, där de tillfälligt övernattat vid jakt- och fisketurer. Med mynning västerifrån finns en grund hamnvik för mindre båtar, men vid kraftig sydväst är den också otrygg. Sommartid ordnade fiskelaget ibland utflykter till ön, med vägkost och spelemän som spelade upp till dans på en stor slät stenhäll som fanns vid ett litet träsk (numera igenvuxet] på södra sidan av ön.
Vid utbrottet av fortsättningskriget stationerades en handfull män där för att hjälpa med eldledning och spaning mot Hangö, som i det skedet var besatt av Sovjetunionen. De hade ingen egen båt med sig, utan var beroende av transport från Örö. Efter bara några veckor angrep en enhet från sovjetstyrkorna med flera hundra man. Eldledarna försökte gömma sig, men upptäcktes någon timme senare och var tvungna att ge sig inför övermakten, utan att ha hunnit få hjälp från Örö. Männen hamnade i sovjetisk krigsfångenskap, som bara en av dem överlevde och kunde återvända för att förtälja berättelsen. Att Morgonland fallit i fiendens händer gjorde att garnisonen på Bengtskär förstärktes vilket blev avgörande för slaget om Bengtskär
Ön ägdes samfällt av Hitis fiskelag, men 1950 exproprierade försvarsmakten den och byggde en stor bunker, några kanonlavetter och några anspråkslösa baracker. Idag har militären ingen verksamhet på ön, och den har övergått i Finlands forststyrelses ägo, men försvarsmakten arrenderar fortfarande de områden som deras anläggningar står på. Hangöudds skärgårdsjaktförening arrenderar i sin tur fiskevattnen, som ännu tillhör Hitis fiskelag, och har iståndsatt en stuga med bastu som står till besökares förfogande.
Den i Finland mycket sällsynta orkidén majnycklar växte på ön 1985—2007.